# Meteorologiåret 1860

## Händelser

### Februari
- 10 februari - I Härnösand, Sverige uppmäts temperaturen -35,7°C vilket innebär nytt lokalt köldrekord.[1]

### April
- 2 april – Dr Jeard Daniels i USA rapporterar om en sandstorm, stark nog att kväva en människa, vid Upper Sioux Agency.[2]

### Maj
- 19 april - Aurora i Ontario drabbas av en tornado som fäller staket och träd.[3]
- 21 maj - Buys Ballot startar världens första organiserade storm- och väderprognos, då han på order av Nederländernas regering sänder prognoser till hamnstäderna baserat på telegram från sex observationsposter.

### Juni
- 1 juni - Meteorologiska observationer vid Biovetenskapliga fakulteten vid Köpenhamns universitet i Köpenhamn, Danmark genomförs.[4]
- Juni - Siljan i Sverige drabbas av extrema flöden.[5]

### Oktober
- 8 oktober - Den första irländska officiella väderleksrapporten genomförs.[6]

### December
- 24 december – Bergen, Norge upplever med -10.5 °C sin kallaste julaftonskväl någonsin.[7]

### Okänt datum
- Dalälven i  Sverige svämmar över och orsakar en av de värsta översvämningarna i Sverige under 1800-talet.[5]
- I Sverige inleds dygnsmedeltemperaturmätningar i Göteborg, Halmstad, Lund, Malmslätt och Växjö.[8]
- Norges första telegrafdirektör, Carsten Tank Nielsen, lämnar in de första telegrafstationera i ett meteorologisk observasjonsnätt och utväxlar information med Stockholm, Sverige och Paris, Frankrike. Telegraferna genomför observationer tre gånger per dag.[9]
- Vardø i Norge börjar mäta dygnsmedeltemperatur.[10]
- I Norge inleds meteorologiska mätningar i Kristiansund, Ålesund, Skudenes, Mandal, Sandøsund och Dombås.[11]

## Födda
- 15 december – William Bullock Clark, amerikansk meteorolog.
- okänt datum – Oliver Lanard Fassig, amerikansk meteorolog och klimatolog.

## Avlidna
- 24 januari – James Pollard Espy, amerikansk meteorolog.

### Fotnoter
1. ↑  SMHI
2. ↑  This Day in Weather History - April Arkiverad 16 juli 2010 hämtat från the Wayback Machine.
3. ↑  ”Dan, Dan the Weatherman's Canadian Weather Trivia Page”. Arkiverad från originalet den 9 september 2013. https://web.archive.org/web/20130909001246/http://www.dandantheweatherman.com/cantriv.html. Läst 23 februari 2011.
4. ↑  DMI Arkiverad 9 december 2008 hämtat från the Wayback Machine.
5. 1 2  SMHI
6. ↑  Our History - About Us - Met Éireann — Met Éireann website, läst 29 november 2006.
7. ↑  MET
8. ↑  SMHI
9. ↑  MET
10. ↑  MET
11. ↑  MET